# صادق أبو بكر
صادق أبو بكر هو لاعب كرة قدم بنيني، ولد في 2 فبراير 1998 في غانا.

## وصلات خارجية
- صادق أبو بكر على موقع قاعدة بيانات كرة القدم.إي يو (الإنجليزية)
- صادق أبو بكر على موقع Soccerway.com (الإنجليزية)